# Дакахлија (гувернорат)
Дакахлија је један од 27 гувернората Египта. Заузима површину од 3.471 km². Према попису становништва из 2006. у гувернорату је живело 4.985.187 становника. Главни град је Мансура.

## Становништво
| 2006.     | 2012. (процена) |
| --------- | --------------- |
| 4.985.187 | 4.509.000       |